# Мендерсон
Мендерсон (англ. Manderson) — місто (англ. town) в США, в окрузі Біґ-Горн штату Вайомінг. Населення — 88 осіб (2020).

## Географія
Мендерсон розташований за координатами 44°16′11″ пн. ш. 107°57′51″ зх. д. / 44.26972° пн. ш. 107.96417° зх. д. (44.269757, -107.964202).  За даними Бюро перепису населення США в 2010 році місто мало площу 2,34 км², з яких 2,21 км² — суходіл та 0,13 км² — водойми.

## Демографія
Згідно з переписом 2010 року, у місті мешкало 114 осіб у 50 домогосподарствах у складі 31 родини. Густота населення становила 49 осіб/км².  Було 56 помешкань (24/км²).
Расовий склад населення:
| - 94,7 % — білих - 2,6 % — осіб інших рас |

До двох чи більше рас належало 2,6 %. Частка іспаномовних становила 9,6 % від усіх жителів.
За віковим діапазоном населення розподілялося таким чином: 23,7 % — особи молодші 18 років, 56,1 % — особи у віці 18—64 років, 20,2 % — особи у віці 65 років та старші. Медіана віку мешканця становила 47,5 року. На 100 осіб жіночої статі у місті припадало 96,6 чоловіків;  на 100 жінок у віці від 18 років та старших — 102,3 чоловіків також старших 18 років.
Середній дохід на одне домашнє господарство  становив 44 612 долари США (медіана — 28 333), а середній дохід на одну сім'ю — 56 950 доларів (медіана — 48 500). За межею бідності перебувало 6,4 % осіб, у тому числі 0,0 % дітей у віці до 18 років та 29,4 % осіб у віці 65 років та старших.
Цивільне працевлаштоване населення становило 55 осіб. Основні галузі зайнятості: освіта, охорона здоров'я та соціальна допомога — 30,9 %, сільське господарство, лісництво, риболовля — 23,6 %, будівництво — 18,2 %.
За даними перепису 2000 року,
на території муніципалітету мешкало 104 людей, було 44 садиб та 27 сімей.
Густота населення становила 47,8 осіб/км². Було 51 житлових будинків.
З 44 садиб у 27,3% проживали діти до 18 років, подружніх пар, що мешкали разом, було 52,3 %,
садиб, у яких господиня не мала чоловіка — 6,8 %, садиб без сім'ї — 38,6 %.
Власники 34,1 % садиб мали вік, що перевищував 65 років, а в 9,1 % садиб принаймні одна людина була старшою за 65 років.
Кількість людей у середньому на садибу становила 2,36, а в середньому на родину 3,07.
Середній річний дохід на садибу становив 22 917 доларів США, а на родину — 30 357 доларів США.
Чоловіки мали дохід 18 750 доларів, жінки — 16 250 доларів.
Дохід на душу населення був 11 143 доларів.
Приблизно 13,3% родин та 14,1 % населення жили за межею бідності.
Серед них осіб до 18 років було 14,8%, і нікого віком понад 64 роки.